# Centaurea bavegehensis
Centaurea bavegehensis — вид квіткових рослин айстрових (Asteraceae). Ендемік: зх. Ірану.